# Zlatá (vojenský újezd Boletice)
Zlatá (německy Goldberg) je zaniklá osada v okrese Český Krumlov, 5 km jihovýchodně od obce Křišťanov. Nachází se na severním svahu Lysé (1228 m) v nadmořské výšce 970 m. V blízkosti bývalé vesnice pramení řeka Blanice. Do vzniku vojenského újezdu Boletice spadala administrativně pod dnes již rovněž zaniklou obec Starý Špičák.

## Historie
První zmínka o osadě pochází z roku 1720. V roce 1910 zde stálo 40 domů se 184 obyvateli (všichni německé národnosti).
Narodil se tu kněz a politik Johann Jungbauer.

## Současnost
Bývalá osada leží na katastrálním území Jablonec u Českého Krumlova vojenského újezdu Boletice a je tudíž nepřístupná.